# Виктория (Сейшельские Острова)
Викто́рия (англ. Victoria, [viktɔʁja]) — столица, единственный город и порт Республики Сейшельские Острова. Расположен на северо-восточном побережье острова Маэ. В Виктории проживает примерно 1⁄3  населения острова.

## Этимология
С 1841 года город в честь королевы Великобритании носил название Порт-Виктория, с 1960 года — Виктория.

## География и климат

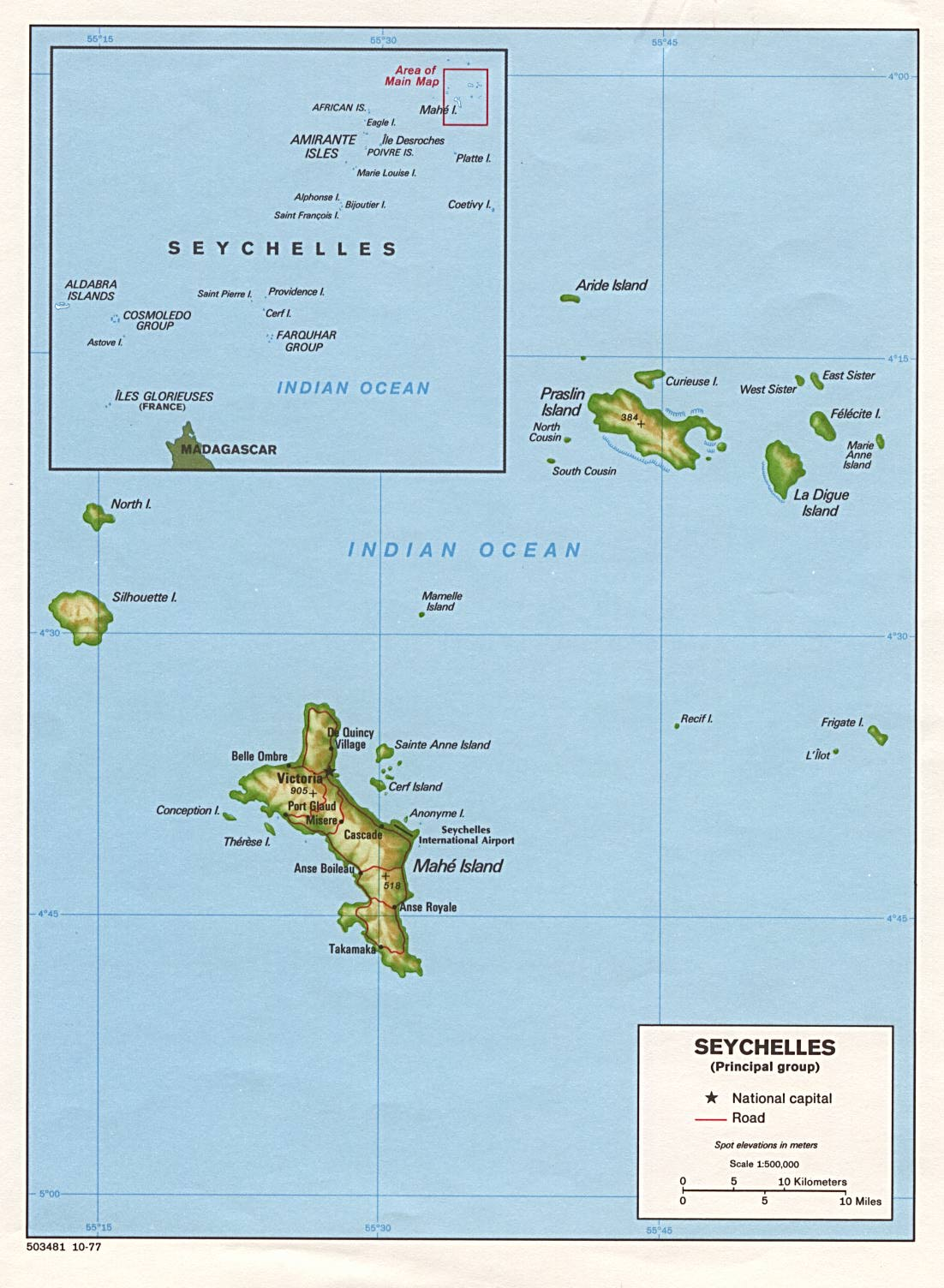
Виктория на карте Сейшельских Островов

Город расположен на северо-востоке острова Маэ — крупнейшего из Сейшельских островов — на берегу Индийского океана. Единственный город страны  и единственный порт Сейшельского архипелага. Поблизости от Виктории расположен Национальный морской парк Сент-Анн.
| Показатель                    | Янв. | Фев. | Март | Апр. | Май  | Июнь | Июль | Авг. | Сен. | Окт. | Нояб. | Дек. | Год  |
| ----------------------------- | ---- | ---- | ---- | ---- | ---- | ---- | ---- | ---- | ---- | ---- | ----- | ---- | ---- |
| Абсолютный максимум, °C       | 33,3 | 33,4 | 33,5 | 33,8 | 33,5 | 32,6 | 31,1 | 31,4 | 33,0 | 32,4 | 34,4  | 33,4 | 34,4 |
| Средний суточный максимум, °C | 29,9 | 30,5 | 31,1 | 31,5 | 30,7 | 29,2 | 28,4 | 28,6 | 29,2 | 29,9 | 30,2  | 30,3 | 30,0 |
| Средняя температура, °C       | 27,1 | 27,6 | 28,0 | 28,2 | 28,0 | 26,8 | 26,1 | 26,2 | 26,7 | 27,1 | 27,1  | 27,1 | 27,2 |
| Средний суточный минимум, °C  | 24,6 | 25,2 | 25,4 | 25,5 | 25,7 | 24,9 | 24,2 | 24,2 | 24,6 | 24,7 | 24,4  | 24,4 | 24,8 |
| Абсолютный минимум, °C        | 21,4 | 20,6 | 22,1 | 22,3 | 21,6 | 20,9 | 20,4 | 19,6 | 20,2 | 20,5 | 21,5  | 20,0 | 19,6 |
| Норма осадков, мм             | 394  | 234  | 184  | 185  | 161  | 99   | 95   | 84   | 161  | 173  | 175   | 292  | 2237 |
| Источник: Погода и Климат     |      |      |      |      |      |      |      |      |      |      |       |      |      |

## История

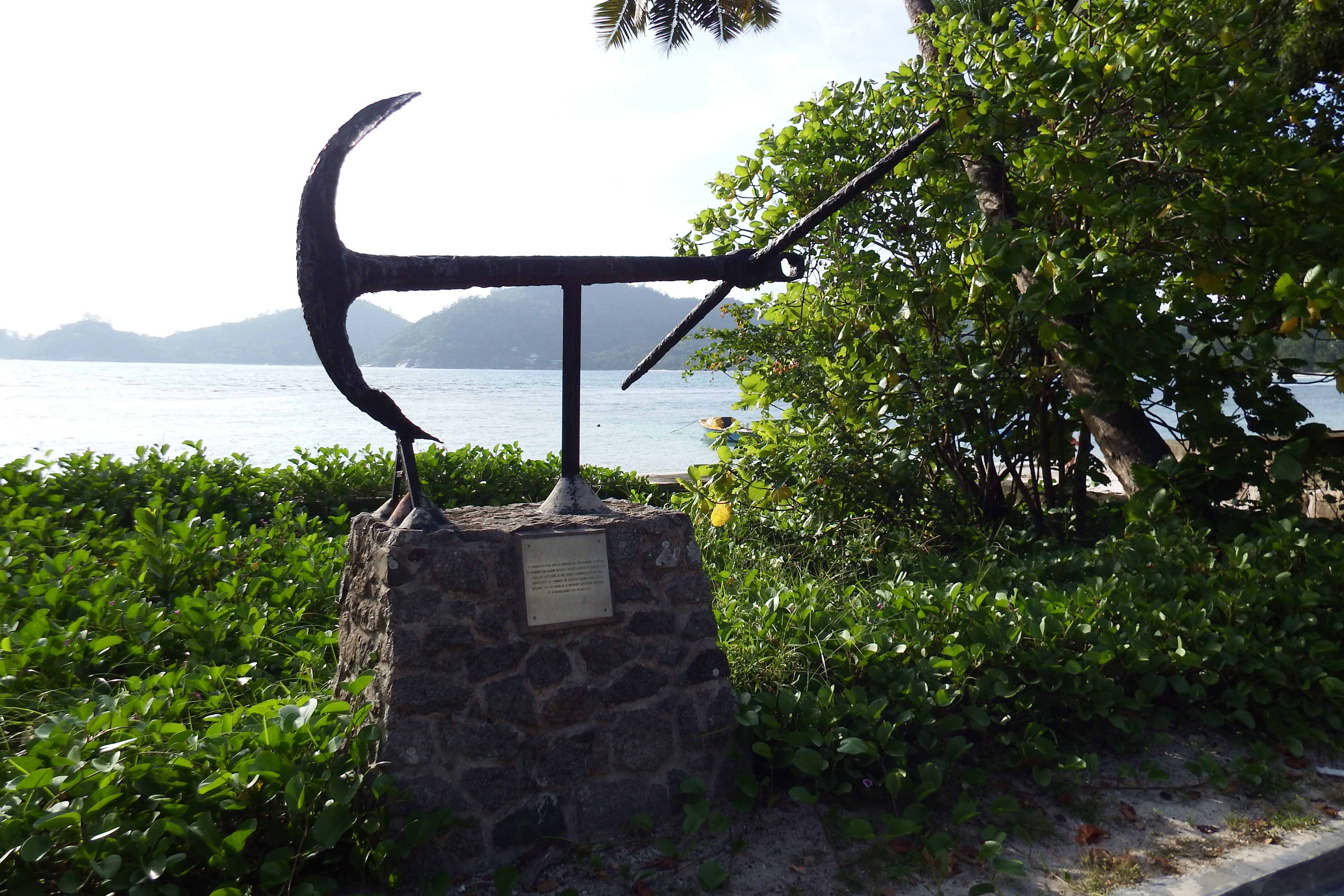
Памятник на месте первой высадки французов на Сейшельских островах, Бо Лазар, остров Маэ

В 1756 году архипелаг был провозглашён собственностью французской короны и получил имя в честь Жана Моро де Сешеля, министра финансов Людовика XV. Колонизация Сейшельских островов французами началась в 1772 году, и в 1778 году было основано поселение Порт-Руаяль на месте современной Виктории. Великобритания установила контроль над Сейшельскими островами в 1810 году, формально закрепив его по итогам Парижского договора. В 1841 году британцы переименовали Порт-Руаяль в честь королевы Виктории.
Как французы, так и британцы в первые годы после установления контроля над Сейшельскими островами ввозили на них рабов из Африки для работы на плантациях. После того как в 1835 году рабство в Британской империи было упразднено, на Сейшельские острова начали завозить наёмных рабочих из Индии. Основной продукцией островов был сахар, производились также ваниль, корица и копра.
В 1971 году в компенсацию за временное исключение части архипелага из-под контроля администрации Сейшельских Островов Великобритания профинансировала строительство рядом с Викторией международного аэропорта. В 1975 году морской порт Виктории был модернизирован с учётом возросшего числа обслуживаемых судов и их тоннажа. После получения Сейшельскими островами независимости в 1976 году Виктория стала столицей нового государства. В 2004 году город сильно пострадал от цунами в Индийском океане.

## Население

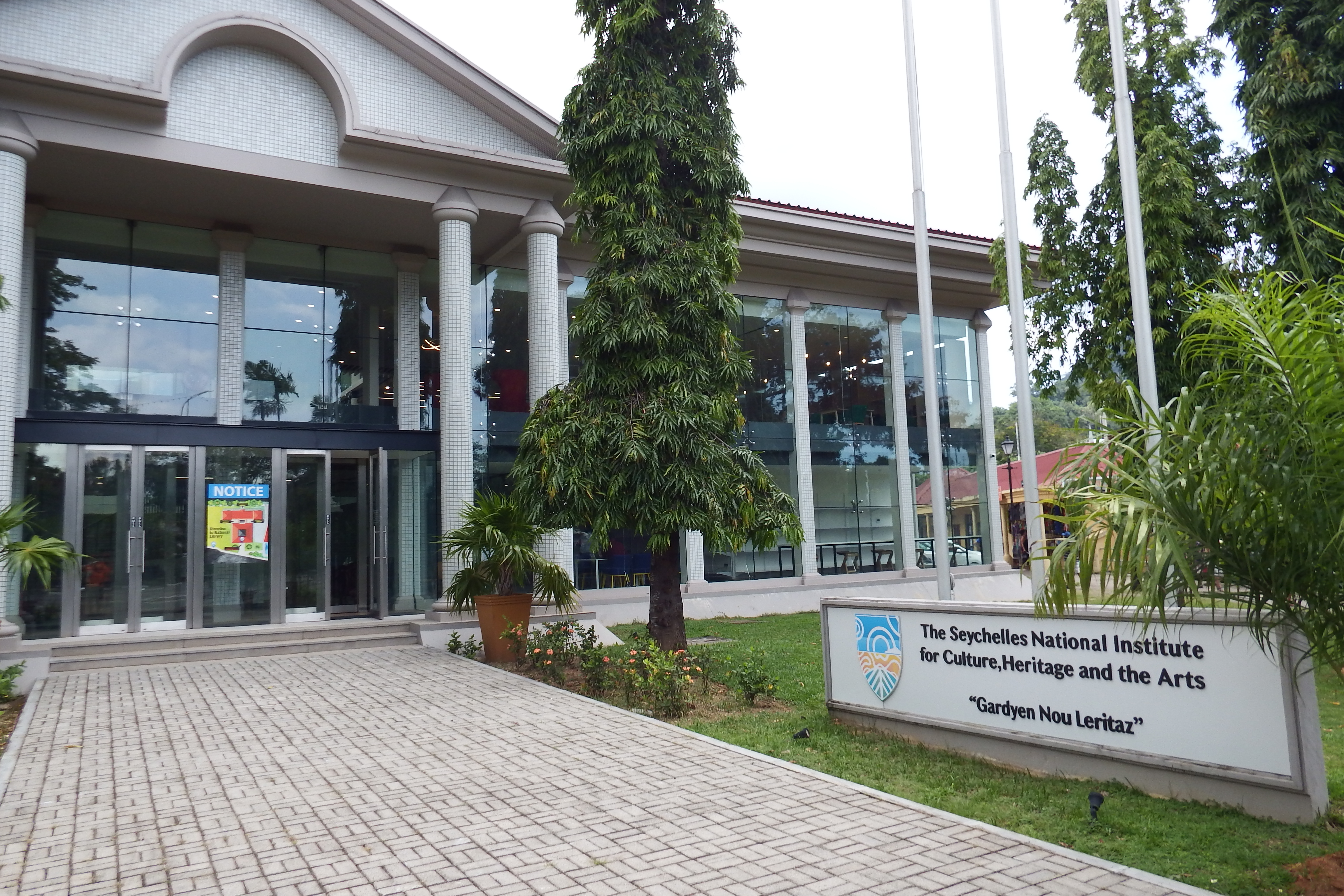
Сейшельский национальный институт культуры, наследия и искусств. В нижней части стелы с английским названием института на сейшельском креольском языке написано «Храним наше наследие»

Виктория — самая маленькая по численности населения из столиц Африки: по оценкам на 2009 год, в городе проживали около 25 тысяч человек. Тем не менее население Виктории составляет примерно треть от общего числа жителей острова Маэ.
Население столицы этнически разнообразно, включая выходцев из Франции, Африки, Индии и Китая и их потомков. Языки общения — английский, французский и развившийся на основе французского языка сейшельский креольский. Более 90 % жителей — христиане, основной деноминацией является католицизм.

## Экономика и инфраструктура

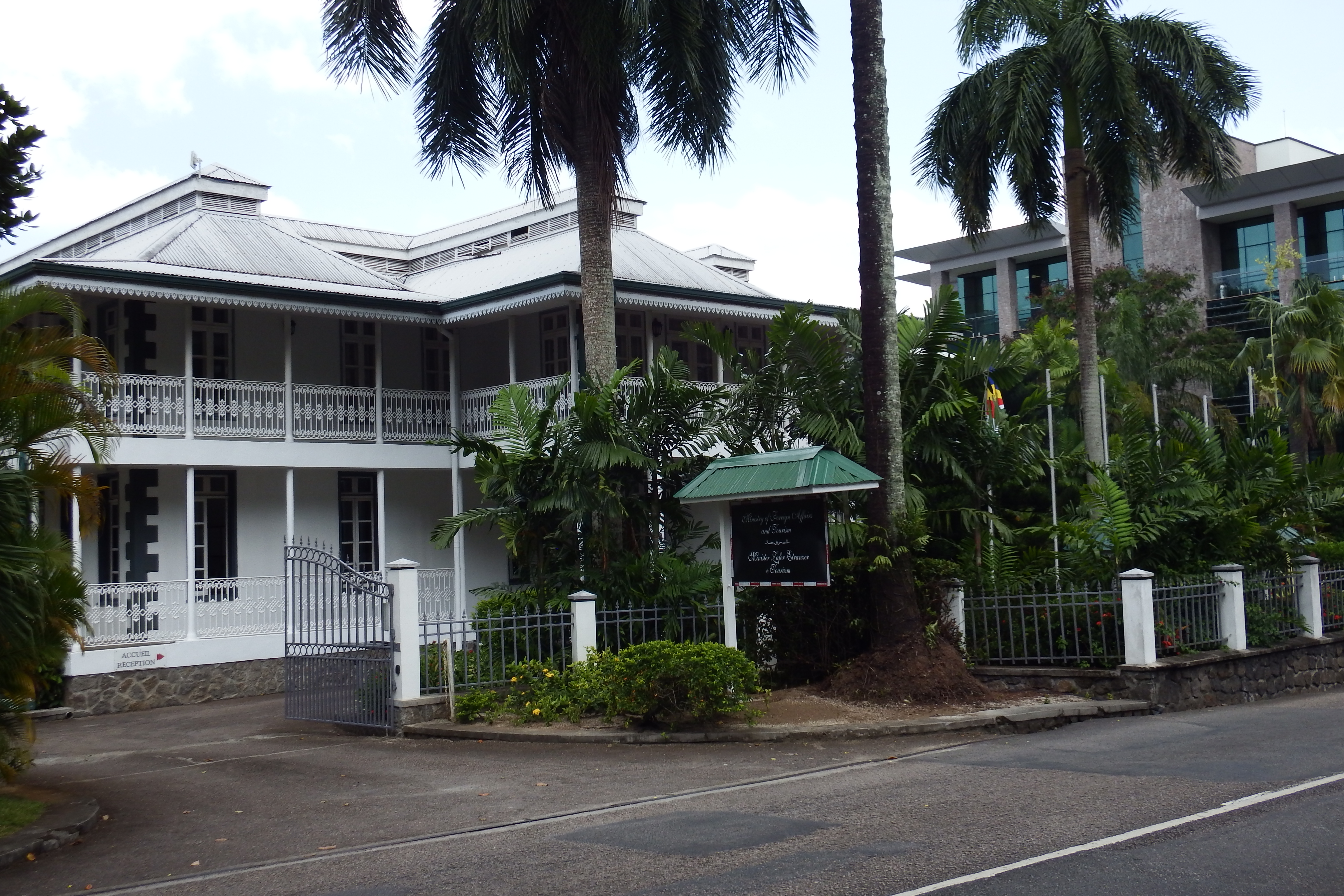
Министерство иностранных дел и туризма Республики Сейшельские Острова

Основа экономики Виктории — иностранный туризм и рыболовство. Через городской порт из страны вывозятся рыба, кокосовые орехи, кокосовое масло, гуано, пряности и эфирные масла. Глубина и размеры морского порта позволяют принимать в нём одновременно несколько крупнотоннажных судов. Внутренняя акватория порта обслуживает суда меньших размеров. В городе действуют предприятия пищевой промышленности — ведётся, среди прочего, переработка рыбы и производство пива. Помимо этого, имеются производство мебели и табачных изделий и кустарные промыслы. Виктория — деловой центр страны.
В городе расположена больница с современным оборудованием.

## Транспорт

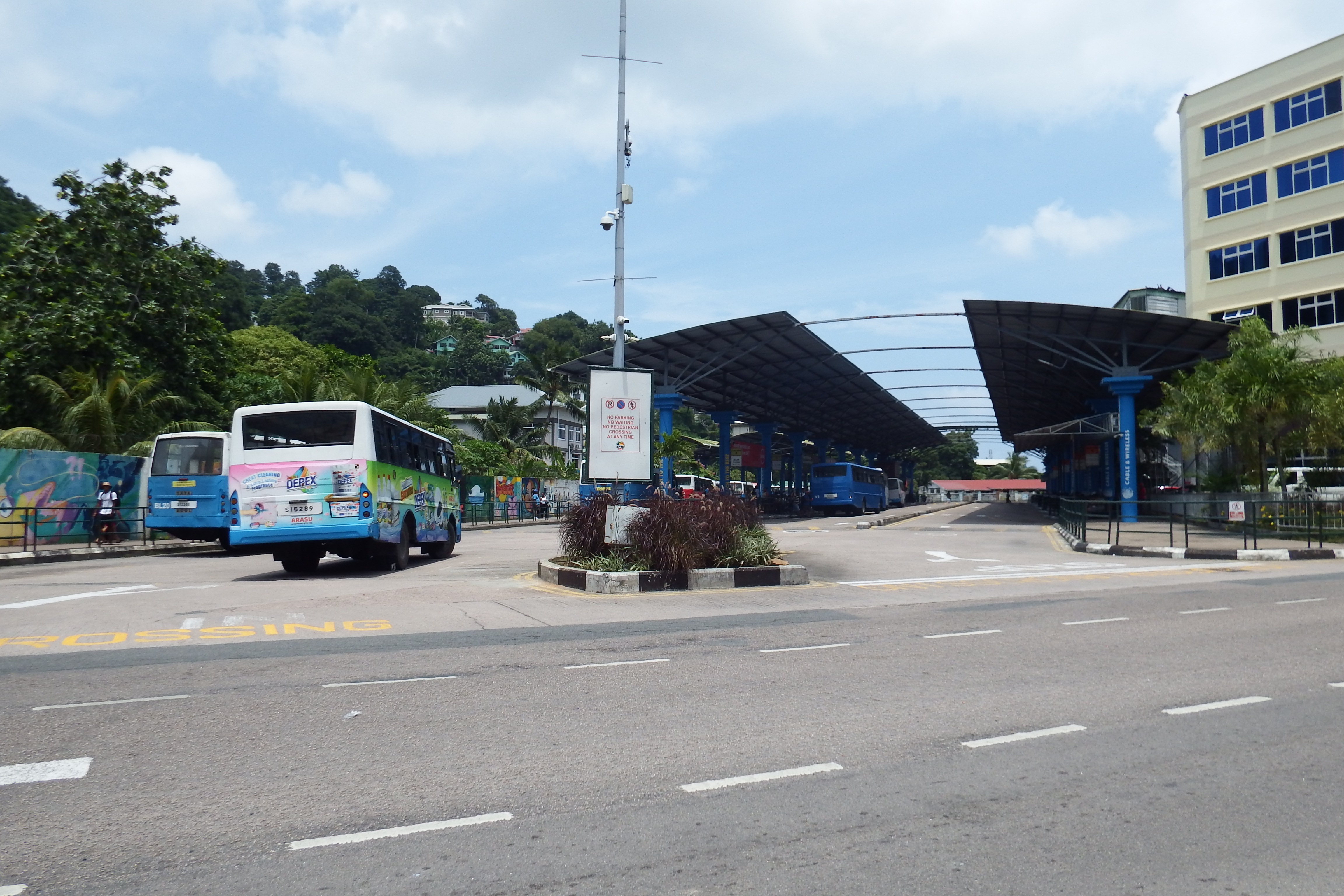
Автобусная станция в Виктории - главный узел автобусных сообщений острова Маэ

Виктория соединена асфальтированными дорогами, по которым поддерживается регулярное автобусное сообщение, с другими населёнными пунктами на острове Маэ . Морские паромы соединяют Викторию с островами Праслен и Ла-Диг.
Глубоководный порт способен принимать одновременно несколько судов с большой осадкой. С 1971 года рядом с городом функционирует международный аэропорт Сейшелы.

## Культура

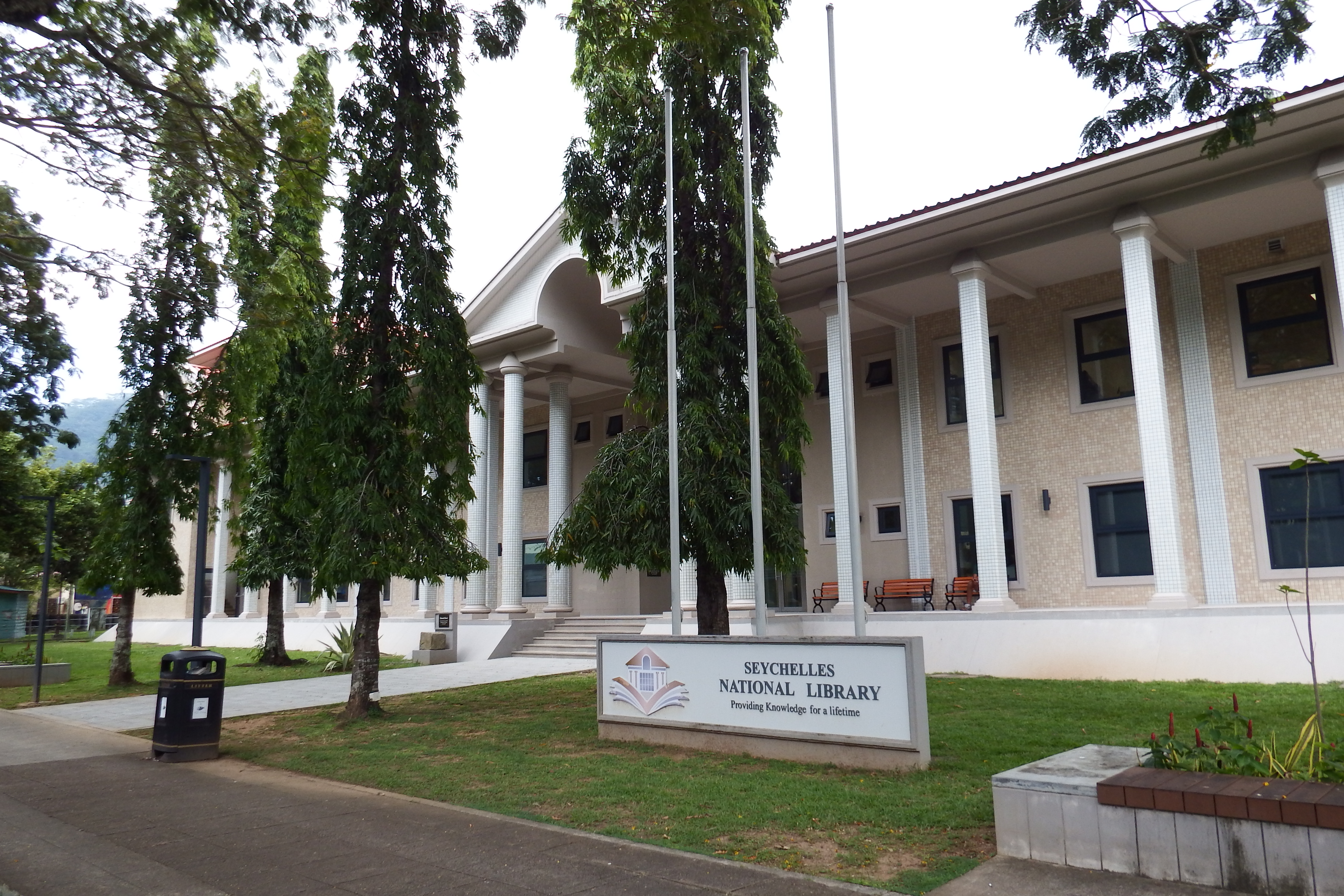
Национальная библиотека

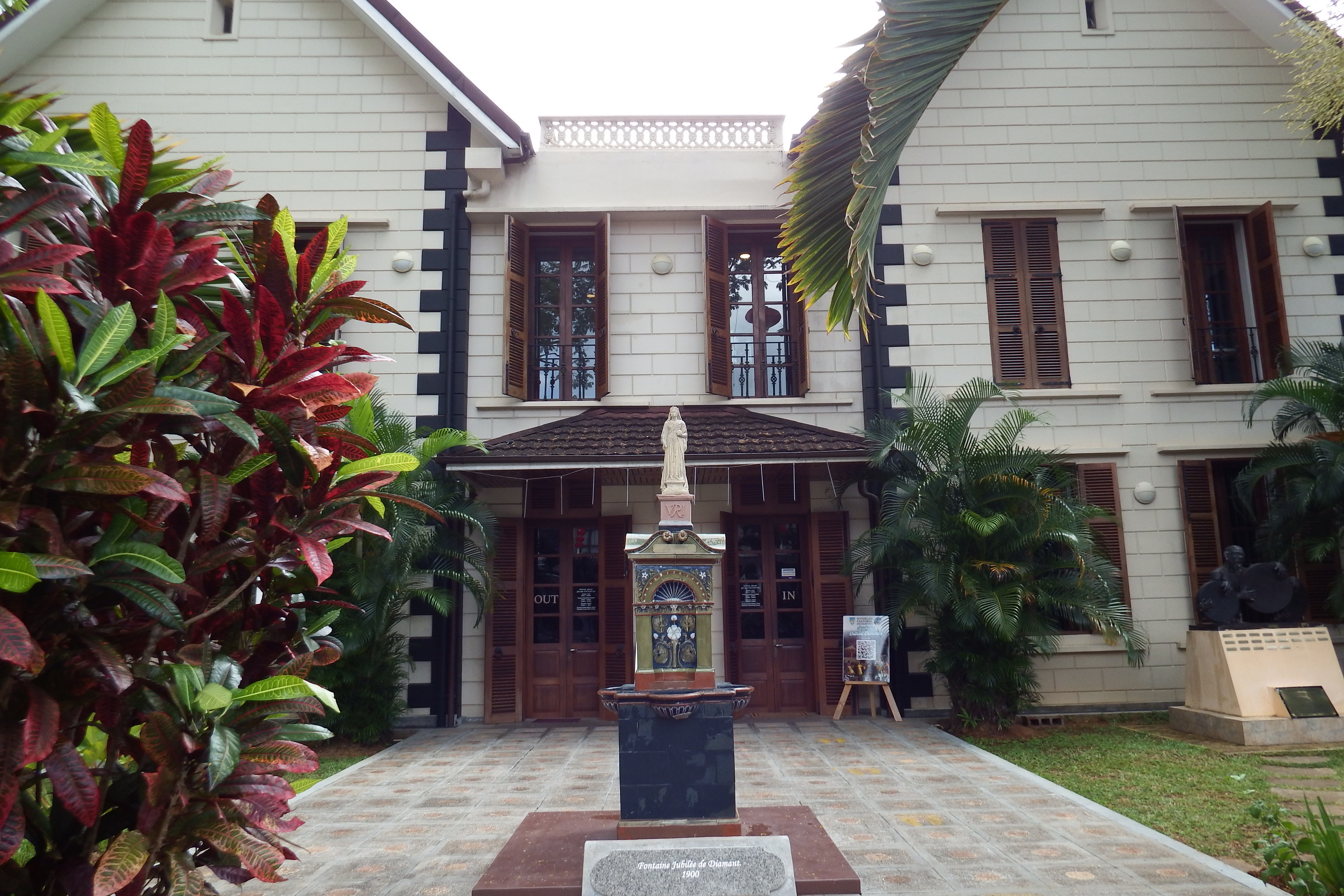
Национальный исторический музей

Высшее образование в городе представлено политехническим институтом (основан в 1983 году) и педагогическим колледжем. В Виктории расположена Национальная библиотека Сейшельских Островов (1910), Национальный исторический музей и музей естественной истории Виктории.

## Туризм
Главная достопримечательность — часовая башня постройки 1903 года. Одни источники называют её уменьшенной копией лондонской часовой башни Биг-Бен, другие сообщают, что оригиналом для её конструкции послужили часы Литл-Бен на Воксхолл-Бридж-Роуд, также в Лондоне. К числу памятников архитектуры относяится также собор Непорочного Зачатия, построенный в начале XX века . В городе находится Национальный ботанический сад, а также национальный стадион Сейшельских Островов.